# L'impero dei sogni - La storia della trilogia di Star Wars
L'impero dei sogni - La storia della trilogia di Star Wars (Empire of Dreams: The Story of the Star Wars Trilogy) è un film documentario del 2004 diretto da Kevin Burns e narrato da Robert Clotworthy. Documenta la realizzazione della trilogia originale di Guerre stellari: Una nuova speranza (1977), L'Impero colpisce ancora (1980) ed Il ritorno dello Jedi (1983), e il loro impatto sulla cultura popolare.
Il documentario di due ore e mezza fu realizzato per il disco bonus del cofanetto DVD della trilogia originale di Guerre stellari, pubblicato il 21 settembre 2004. Una versione abbreviata del documentario, della durata di circa novanta minuti, fu trasmessa su A&E a ottobre. A differenza della versione integrale, quella abbreviata fu doppiata in italiano e trasmessa su The History Channel col titolo Guerre stellari: L'impero dei sogni.

## Contenuto
Il documentario è rigorosamente cronologico, diviso in cinque parti, dall'inizio della carriera di George Lucas come cineasta, alla complicata produzione di Una nuova speranza nel 1976, all'impatto del film e dei suoi sequel, che hanno fatto il mondo di oggi. Presenta interviste a George Lucas e ai principali membri del cast e della troupe. Il documentario mette Guerre stellari in una prospettiva sociologica e politica usando interviste con spettatori come Walter Cronkite.

## Interviste in primo piano
Membri della crew
- George Lucas (regista, creatore di Guerre stellari)
- Steven Spielberg (regista)
- Irvin Kershner (regista de L'Impero colpisce ancora)
- Howard Kazanjian (produttore de Il ritorno dello Jedi)
- Gary Kurtz (regista de Una nuova speranza e L'Impero colpisce ancora)
- Gareth Wigan (ex dirigente di produzione della 20th Century Fox)
- Alan Ladd Jr. (ex dirigente dello studio della 20th Century Fox)
- Ralph McQuarrie (artista concettuale per la trilogia originale di Guerre stellari)
- Richard Edlund (cameraman, effetti ottici e in miniatura per ILM)
- Steve Gawley (modellista per ILM)
- John Dykstra (supervisore degli effetti visivi per ILM)
- Paul Huston (modellista per ILM)
- Joe Johnston (visual effects art director for ILM)
- Lorne Peterson (modellista per ILM)
- Dennis Muren (effetti visivi per ILM)
- Norman Reynolds (direttore artistico e scenografo)
- Robert Watts (supervisore della produzione)
- Peter Diamond (coordinatore degli stuntman)
- Richard Chew (montatore cinematografico)
- Paul Hirsch (montatore cinematografico)
- Ken Ralston (effetti visivi)
- Ben Burtt (designer del suono)
- Phil Tippett (animatore stop-motion)
- John Williams (compositore)
- Sid Ganis (ex direttore del marketing per la Lucasfilm)
- Lawrence Kasdan (sceneggiatore de L'Impero colpisce ancora ed Il ritorno dello Jedi)
- Stuart Freeborn (trucco e design di creature speciali)
- Charles Weber (ex presidente della Lucasfilm)
- Jim Bloom (supervisore della produzione)
- Sidney Ganis
- Howard G. Kazanjian
- Gareth Wogan

Membri del cast
- Kenny Baker ("R2-D2")
- Anthony Daniels ("C-3PO")
- Warwick Davis ("Wicket W. Warrick")
- Carrie Fisher ("Principessa Leila Organa")
- Harrison Ford ("Ian Solo")
- Mark Hamill ("Luke Skywalker")
- James Earl Jones (voce di "Dart Fener")
- Peter Mayhew ("Chewbecca")
- Frank Oz ("Yoda")
- Billy Dee Williams ("Lando Calrissian")

Altre celebrità e giornalisti
- Leo Braudy (professore e storico della cultura presso l'University of Southern California)
- Walter Cronkite (giornalista)
- Peter Jennings (giornalista)
- Bill Moyers (giornalista)

Filmati d'archivio
- William Katt (provino di Luke Skywalker)
- Kurt Russell (provino di Ian Solo)
- Perry King (provino di Ian Solo)
- Terri Nunn (provino della Principessa Leila Organa)
- Cindy Williams (provino della Principessa Leila Organa)
- Alec Guinness ("Obi-Wan Kenobi")
- David Prowse (Dart Fener in costume)
- Peter Cushing ("Governatore Tarkin")
- Richard Marquand (regista de Il ritorno dello Jedi)

## Riconoscimenti
- 2005 – Premio Emmy[2]
  - Candidato al Miglior montaggio audio per la programmazione non-fiction (singola o multi-camera) a David Comtois, Troy Bogert, Scott B. Morgan e Molly Shock
- 2005 – DVD Exclusive Awards
  - Miglior programma dietro le quinte (novità per DVD) a Kevin Burns.